# Convertidor Kaldo

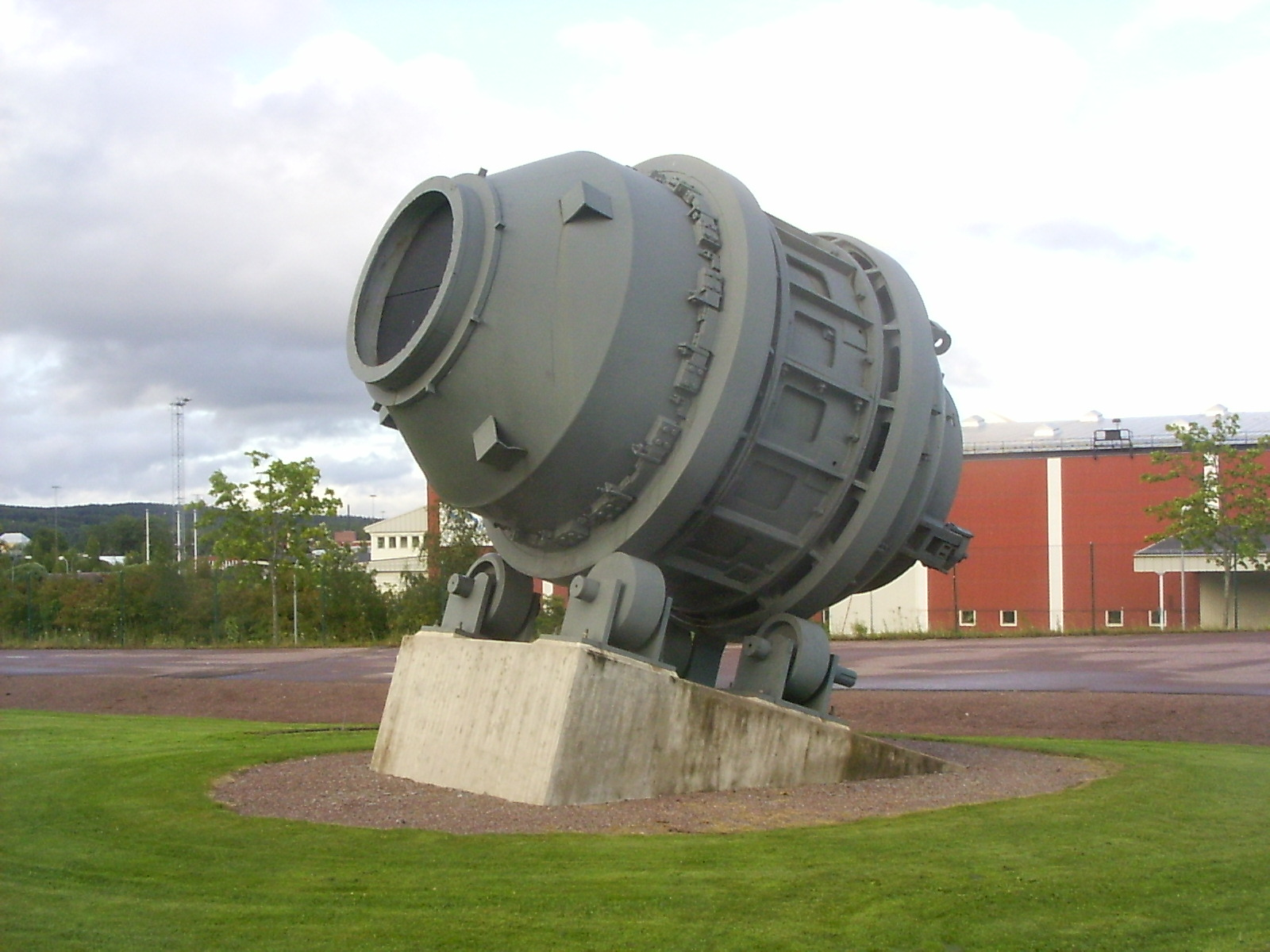
Antiguo convertidor Kaldo en Borlänge

Un convertidor Kaldo (denominado así por utilizar el proceso Kaldo o proceso Stora-Kaldo) es un dispositivo para la afinación de metales basado en un recipiente rotatorio en el que se insufla oxígeno. Originalmente aplicado a la transformación de arrabio en acero, con la mayoría de las instalaciones en la década de 1960 dedicadas a esta actividad, en la década de 2010 se usaban principalmente para refinar metales no ferrosos, especialmente cobre. En ese campo a menudo se denomina TBRC, o Convertidor rotativo de soplado superior.

## Historia y descripción

### Producción de acero

Evolución de la composición química y la temperatura del acero líquido durante el soplado en un convertidor Kaldo. El contenido de hierro está relacionado con la composición de la escoria, y los demás elementos se toman respecto al metal

Esquema de un convertidor Kaldo

El nombre "Kaldo" procede del profesor Bo Kalling y de la empresa Domnarvets Jernverk (subsidiaria de Stora Enso), en ambos casos protagonistas clave del desarrollo del proceso. El uso de sistemas de agitación para promover el mezclado de los elementos químicos que reaccionan en el convertidor, y por lo tanto, la eficacia del proceso, se investigó desde la década de 1940, y las experiencias sobre el uso de oxígeno comenzaron alrededor de 1948. La materia prima en la planta de Domnarvet tenía un contenido de fósforo de 1,8-2,0 %, por lo que el proceso se desarrolló con el objetivo de desfosforar el arrabio. La primera unidad de producción se instaló en 1954 en Domnarvet Jernverk.
El dispositivo era un convertidor de oxígeno de soplado superior, similar al tipo Linz-Donawitz, que usaba un recipiente cilíndrico que se inclinaba mientras se realizaba la conversión, con velocidades de rotación típicas de alrededor de 30 revoluciones por minuto. El oxígeno se inyectaba a través de una lanza, y los materiales formadores de escoria se agregaban por separado.
Los convertidores Kaldo eran relativamente comunes en la década de 1960 en el Reino Unido, durante la transición de la fabricación de acero predominantemente con hornos de solera a las técnicas de fabricación basadas en oxígeno. Se instalaron convertidores en las acerías de Consett, Park Gate (Rotherham), Shelton works (Stoke-on-Trent), y en Stanton Iron Works. Antes de la llegada del proceso LD básico, el método Kaldo era el preferido en el Reino Unido para convertir hierro con alto contenido de fósforo. La primera unidad en este país fue la de Park Gate Works, Rotherham.
En los Estados Unidos, el proceso se instaló en la Sharon Steel Corporation (c.1962). También de dispuso aproximadamente en 1965 una planta en Japón para Sanyo Special Steel Co. (Himejii). Un tipo combinado de convertidor ("LD-Kaldo"), que utiliza elementos de los procesos Linz-Donawitz y Kaldo, se instaló en 1965 en Bélgica en la planta de la Cockerill-Ougrée-Providence en Marchienne-au-Pont, que trabajaba como una empresa de investigación para varias otras compañías. En Francia, también se instaló un horno Kaldo (una unidad de 160 t) en 1960 en Sollac, en la planta siderúrgica de Florange. Le siguieron en 1969 dos enormes unidades de 240 t, los convertidores Kaldo más grandes jamás construidos (dos veces más grandes que los anteriores: ¡1000 t girando a 30 rpm!), en Usinor-Sacilor de Wendel-Sidelor (posteriormente, la acería de Gandrage-Rombas en Lorena). Estos dos convertidores no cumplieron con las expectativas y no se instaló la tercera unidad Kaldo adicional planificada, sino que se utilizaron dos unidades OLP (oxygène-lance-poudre) de 240 t.
Los inconvenientes del proceso, en comparación con los hornos de oxígeno no rotativos (por ejemplo, el tipo LD), eran el mayor costo de instalación, la dificultad del escalado a mayores rendimientos y su complejidad adicional (es decir, el uso de piezas giratorias y la carga sobre las mismas). Las ventajas incluían la capacidad de usar una alta proporción de chatarra y una buena capacidad de control de la calidad final del acero. En la acería de Park Gate el tiempo de conversión era de 90 minutos, con hasta un 45% de carga de chatarra, con una capacidad de 75t sobre un peso total de 500t. El convertidor, con un diámetro de 16 pies (4,9 m), giraba a 40 revoluciones por minuto.
Debido a los altos costos de mantenimiento, el convertidor Kaldo no obtuvo un uso generalizado en la industria del acero, y se prefirieron los convertidores no rotativos.

### Producción no ferrosa

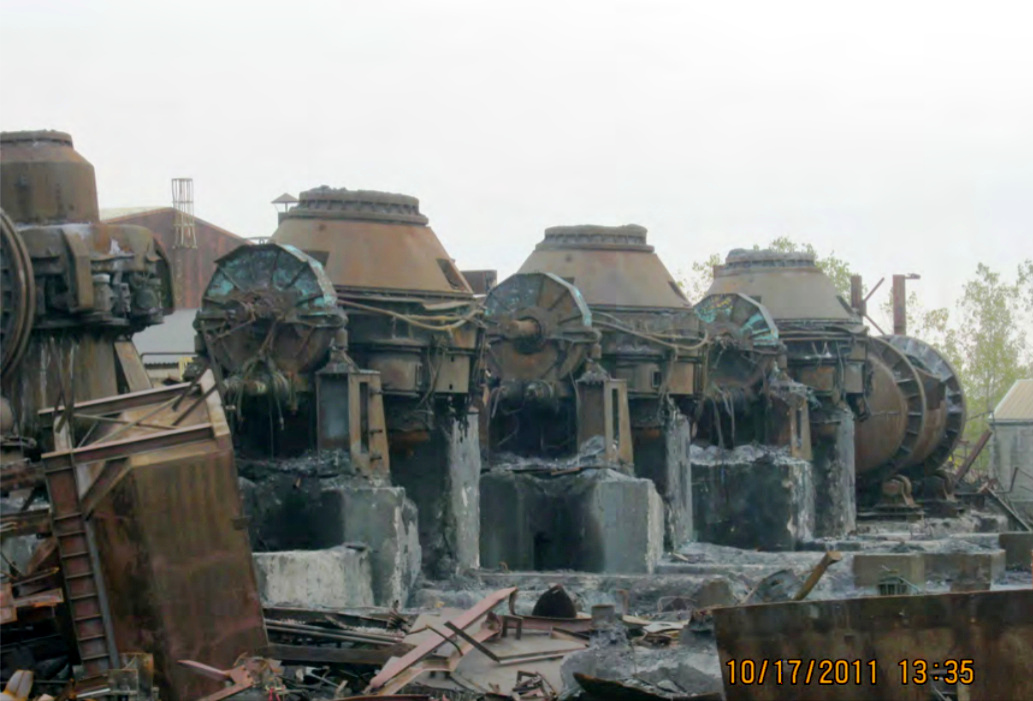
Convertidores Kaldo fuera de servicio (Chemetco Metallo-Chimique, 2011)

Inco (Canadá) transformó mata de níquel en un convertidor Kaldo piloto en 1959, y Metallo-Chimique (Bélgica) desarrolló una fundición secundaria de cobre utilizando convertidores de tipo Kaldo a finales de la década de 1960. El convertidor tipo Kaldo adaptado se conoce comúnmente como Convertidor rotativo de soplado superior (TBRC) en la terminología de fundición de metales no ferrosos.
En la década de 1970, el horno Kaldo era de uso común para la fundición de cobre y níquel. Así mismo, Boliden de Suecia instaló en 1976 un convertidor Kaldo para la fundición de plomo.

Las unidades secundarias de cobre de Kaldo todavía estaban en uso en todo el mundo a principios del siglo XXI, pero a partir de 2011 no se habían puesto en servicio nuevas unidades durante unos 10 años, lo que sugiere que el proceso había sido reemplazado.